# Măncioiu, Argeș
Măncioiu este un sat în comuna Morărești din județul Argeș, Muntenia, România. Satul se află la intersecția Drumului Național 7 cu Drumul Județean Poienari - Curtea de Argeș. Se află la limita cu Județul Vâlcea și numără mai multe puncte și cătune: Vărzaru, Gârtani, Urleacu, Ișailești, Măncioi. În aceste locuri a sosit și scriitorul Liviu Rebreanu care a poposit, parese, înainte să scrie Ciuleandra și în hanul Vărzari. Astăzi acest han nu mai există, în locul lui fiind o clădire construită după modelul hanului de odinioară.

## Parohia Vărzaru
Satul Măncioiu, enorie a Bisericii Vărzaru, numără 110 familii. Toți locuitorii satului sunt creștini ortodocși.
Anterior actualei biserici nu a existat în acest loc altă construcție de acest gen. Biserica actuală, având hramul Adormirea Maicii Domnului și Sfinții Arhangheli Mihail și Gavriil, a fost ridicată în anul 1861 de către Ioan Vărzaru, proprietar de terenuri, de la care-și trage numele și biserica și o bună parte din regiunea înconjurătoare.
Tradiția spune că Ioan Vărzaru ar fi mutat această biserică din alt loc, nu prea departe, loc pe care însă nimeni nu l-a putut identifica până în prezent.
Biserica ridicată de Ioan Vărzaru a fost mult mai mică decât cea actuală. În anul 1905 această biserică a fost renovată și mărită, aducându-se în forma de astăzi. Justificarea primei construcții a format-o dorința și - poate - ambiția ctitorului său de a avea pe moșia sa o biserică ce pare să fii fost o biserică personală la care-și potoleau setea religioasă familia sa, dar și locuitorii satului Măncioiu, care se găseau pe moșie.
Justificarea actualei construcții a format-o dorința enoriașilor (după placarea boierului Vărzaru) de a avea și ei o biserică asemănătoare celorlalte din comună. Ea devine deci biserica satului Măncioiu, nemaifiind biserica moșierilor care au moștenit, sau au cumpărat moșia lui Ioan Vărzaru.
Nu se știe nimic despre meșterii, arhitecții, inginerii care au executat această lucrare. Biserica destul de mare, a fost construită în formă de corabie cu două turle. Tradiția spune că abia se terminase de acoperit cu șiță, când - datorită unei neglijențe a lucrătorilor - a luat foc și a fost mistuit întregul acoperiș, care a fost apoi refăcut tot cu șiță, iar în anul 1937 șița a fost înlocuită cu tablă zincată.
Pictura bisericii a fost executată de pictorul Gheorghe Corbu din București (frescă), iar între anii 1968-1969 pictorul Ion Anghel din Curtea de Argeș înlocuiește această pictură cu una în stil realist în ulei.
Biserica a avut în inventarul său o serie de cărți de valoare istorică, artistică și documentară: Mineiul lunii Ianuarie (1774), Iunie și Iulie (1780), Septembrie și Octombrie (1776), Noiembrie (1778), etc...Toate aceste cărți au fost ridicate de către Departamentul de Stat și Culte și depuse la mânăstirea Bistrița din județul Vâlcea.
Șirul slujitorilor acestei biserici este următorul: Pr. Ghe. Țurlescu, Pr. Ghe. Ghiordunescu, Pr. C-tin M. Popescu, Pr. Ion Lepădatu, Pr. Ghe. Bîrsoianu, Pr. D-tr Tudose, iar în prezent Pr. Octavian Duminică.
Biserica a fost reparată în 1937, refăcându-se tencuielile exterioare și interioare, s-a revizuit mobilierul, s-a înlocuit șița cu tablă zincată, etc...Valoarea lucrărilor s-a ridicat la circa 100.000 lei, sumă acoperită în intregime de Prefectura județului Argeș și primăria comunei Dedulești, contribuția enoriașilor fiind foarte mică.
A mai fost renovată între anii 1966-1969, când i s-au făcut lucrări de scoatere a igrasiei, s-a făcut din ciment de jur împrejurul bisericii, s-a vopsit mobilierul în întregime, pictura a fost înnoită, etc.. Lucrarea a costat circa 70.000 lei, Sfânta Episcopie acordând ca donație suma de 9.000 lei, iar restul sumei a fost acoperită de enoriași.
În toamna anului 1998 a fost întocmit un proiect de refacere totală a bisericii. Acesta prevedea următoarele:
- executarea unei centuri de beton armat la temelie, a unor sâmburi de beton armat și a unei centuri de beton armat la nivelul cornișei, toate în scopul măririi gradului de asigurare la acțiuni seismice;
- executarea unei hidroizolații bituminoase imediat deasupra centurii de la elevație, ridicarea nivelului pardoselii interioare și placarea acesteia cu gresie porțelanată, executarea unei sistematizări în jurul bisericii, prin construirea unui trotuar și a unor rigole deschise care dirijează apele pluviale în afara amplasamentului, toate acestea cu scopul reducerii igrasiei;
- refacerea totală a tencuielilor exterioare, repararea tencuielilor interioare, înlocuirea tâmplăriei, repararea șarpantei și înlocuirea învelitorii din tablă zincată, ignifugarea șarpantei, toate acestea reprezentând măsuri de reparații curente.
Aceste lucrări au fost finalizate în anul 2002.
Icoanele împărătești și praznicale de pe catapeteasmă au fost executate de pictorul Tiberius Nicușor Duță din Ștefănești Argeș, iar pictura murală de Costel Toma din Curtea de Argeș. 

Biserica a fost resfințită în 2004 de către PS Calinic, Episcop al Argeșului și Muscelului.